# Kolarstwo na Letnich Igrzyskach Olimpijskich 1924 – wyścig drużynowy na dochodzenie mężczyzn
Wyścig drużynowy na dochodzenie był jedną z konkurencji rozgrywanych podczas VIII Letnich Igrzysk Olimpijskich. Został rozegrany w dniach 26 - 27 lipca 1924 roku na Vélodrome de Vincennes. Wystartowało 10 czteroosobowych zespołów.

## Wyniki

### Pierwsza runda
Do dalszych wyścigów awansowali zwycięzcy poszczególnych wyścigów.
Wyścig 1
| Pozycja | Zawodnik                                                                      | Reprezentacja | Czas   | Uwagi |
| ------- | ----------------------------------------------------------------------------- | ------------- | ------ | ----- |
| 1.      | Jean Van Den Bosch Léonard Daghelinckx Henri Hoevenaers Fernand Saivé         | Belgia        | 5:12,0 | Q     |
| 2.      | Gerard Bosch van Drakestein Jan Maas Simon van Poelgeest Franciscus Waterreus | Holandia      |        |       |

Wyścig 2
| Pozycja | Zawodnik                                                               | Reprezentacja | Czas   | Uwagi |
| ------- | ---------------------------------------------------------------------- | ------------- | ------ | ----- |
| 1.      | Francesco Zucchetti Angelo De Martini Alfredo Dinale Aurelio Menegazzi | Włochy        | 5:23,2 | Q     |

Wyścig 3
| Pozycja | Zawodnik                                                     | Reprezentacja  | Czas   | Uwagi |
| ------- | ------------------------------------------------------------ | -------------- | ------ | ----- |
| 1.      | Ernst Leutert Arnold Nötzli Emil Richli Gottfried Weilenmann | Szwajcaria     | 5:23,0 | Q     |
| 2.      | Jaroslav Brož Oldřich Červinka Miloš Knobloch Karel Pechan   | Czechosłowacja |        |       |

Wyścig 4
| Pozycja | Zawodnik                                                      | Reprezentacja | Czas   | Uwagi |
| ------- | ------------------------------------------------------------- | ------------- | ------ | ----- |
| 1.      | Oscar Guldager Edmund Hansen Willy Falck Hansen Erik Kjeldsen | Dania         | 5:27,6 | Q     |

Wyścig 5
| Pozycja | Zawodnik                                                     | Reprezentacja   | Czas   | Uwagi |
| ------- | ------------------------------------------------------------ | --------------- | ------ | ----- |
| 1.      | Lucien Choury René Guillemin René Hournon Marcel Renaud      | Francja         | 5:11,4 | Q     |
| 2.      | Frederick Habberfield Thomas Harvey Herbert Lee Jock Stewart | Wielka Brytania |        |       |

Wyścig 6
| Pozycja | Zawodnik                                                         | Reprezentacja | Czas   | Uwagi |
| ------- | ---------------------------------------------------------------- | ------------- | ------ | ----- |
| 1.      | Tomasz Stankiewicz Franciszek Szymczyk Józef Lange Jan Łazarski  | Polska        | 5:16,0 | Q     |
| 2.      | Andrejs Apsītis Roberts Plūme Fridrihs Ukstiņš Artūrs Zeiberliņš | Łotwa         |        |       |

### Ćwierćfinały
Do następnej rundy awansowali zwycięzcy wyścigów oraz jedna drużyna spośród przegranych z najlepszym czasem.
Wyścig 1
| Pozycja | Zawodnik                                                              | Reprezentacja | Czas   | Uwagi |
| ------- | --------------------------------------------------------------------- | ------------- | ------ | ----- |
| 1.      | Jean Van Den Bosch Léonard Daghelinckx Henri Hoevenaers Fernand Saivé | Belgia        | 5:12,2 | Q     |
| 2.      | Tomasz Stankiewicz Franciszek Szymczyk Józef Lange Jan Łazarski       | Polska        | 5:16,8 | q     |

Wyścig 2
| Pozycja | Zawodnik                                                     | Reprezentacja | Czas   | Uwagi |
| ------- | ------------------------------------------------------------ | ------------- | ------ | ----- |
| 1.      | Lucien Choury René Guillemin René Hournon Marcel Renaud      | Francja       | 5:14,2 | Q     |
| 2.      | Ernst Leutert Arnold Nötzli Emil Richli Gottfried Weilenmann | Szwajcaria    | 5:21,6 |       |

Wyścig 3
| Pozycja | Zawodnik                                                               | Reprezentacja | Czas   | Uwagi |
| ------- | ---------------------------------------------------------------------- | ------------- | ------ | ----- |
| 1.      | Francesco Zucchetti Angelo De Martini Alfredo Dinale Aurelio Menegazzi | Włochy        | 5:13,8 | Q     |
| 2.      | Oscar Guldager Edmund Hansen Willy Falck Hansen Erik Kjeldsen          | Dania         | DNS    |       |

### Półfinały
Wyścig 1
| Pozycja | Zawodnik                                                               | Reprezentacja | Czas   | Uwagi |
| ------- | ---------------------------------------------------------------------- | ------------- | ------ | ----- |
| 1.      | Francesco Zucchetti Angelo De Martini Alfredo Dinale Aurelio Menegazzi | Włochy        | 5:12,0 | Q     |
| 2.      | Jean Van Den Bosch Léonard Daghelinckx Henri Hoevenaers Fernand Saivé  | Belgia        |        |       |

Wyścig 2
| Pozycja | Zawodnik                                                        | Reprezentacja | Czas   | Uwagi |
| ------- | --------------------------------------------------------------- | ------------- | ------ | ----- |
| 1.      | Tomasz Stankiewicz Franciszek Szymczyk Józef Lange Jan Łazarski | Polska        | 5:18,0 |       |
| 2.      | Lucien Choury René Guillemin René Hournon Marcel Renaud         | Francja       | 5:19,6 |       |

### Wyścig o brązowy medal
| Pozycja | Zawodnik                                                              | Reprezentacja | Czas | Uwagi |
| ------- | --------------------------------------------------------------------- | ------------- | ---- | ----- |
| brąz    | Jean Van Den Bosch Léonard Daghelinckx Henri Hoevenaers Fernand Saivé | Belgia        | b.d  |       |
| 2.      | Lucien Choury René Guillemin René Hournon Marcel Renaud               | Francja       | b.d  |       |

### Finał
| Pozycja | Zawodnik                                                               | Reprezentacja | Czas   | Uwagi |
| ------- | ---------------------------------------------------------------------- | ------------- | ------ | ----- |
| złoto   | Francesco Zucchetti Angelo De Martini Alfredo Dinale Aurelio Menegazzi | Włochy        | 5:15,0 |       |
| srebro  | Tomasz Stankiewicz Franciszek Szymczyk Józef Lange Jan Łazarski        | Polska        | 5:23,0 |       |